# 프로토콜 분석
프로토콜 분석(Protocol analysis)은 연구참가자들로부터 구두 보고서들을 도출하는 심리학 연구 방법이다. 이 방법은 인지심리학, 인지과학, 행동분석 등의 사고 과정 연구에서 사용되었다. 이후로 조사 및 인터뷰 설계, 사용가능성 검사, 교육심리학 등에 응용되었다.

## 같이 보기
- 내용 분석